# Matanza de tiburón de Australia Occidental

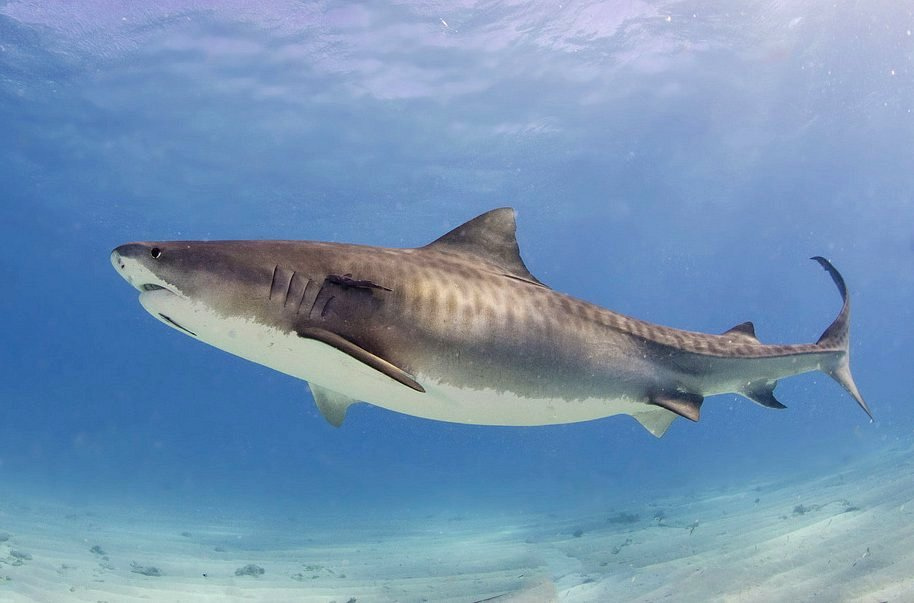
La mayoría de los tiburones que murieron en la matanza eran tiburones tigre, aunque los objetivos eran tiburones blancos.

La matanza de tiburón de Australia Occidental (en inglés: «Western Australia shark cull»)  es el término común para una política del gobierno estatal de capturar y matar tiburones grandes en las proximidades de las playas de baño mediante el uso de líneas de anzuelos cebados.
La política se implementó en 2014 para "proteger" a los nadadores de los ataques de tiburones tras la muerte de siete personas en la costa occidental de Australia en los años 2010 a 2013.
Las manifestaciones públicas nacionales que se oponen a la política atrajeron la atención internacional. La mayoría de los tiburones de las matanzas eran tiburones tigre. En septiembre de 2014, el establecimiento estacional de las líneas de anzuelos fue abandonado siguiendo una recomendación hecha por la Autoridad de Protección Ambiental de Australia Occidental.
Desde diciembre de 2014 hasta la actualidad, se permite el despliegue especial de líneas de anzuelos en los casos en que se considere que los tiburones representan una «amenaza inminente» para la seguridad pública. Esta política de «amenaza inminente» ha sido criticada porque permite al gobierno de Australia Occidental disparar y matar arbitrariamente a los grandes tiburones blancos.
La familia de Sam Kellett, un hombre que fue comido vivo por un gran tiburón blanco en Australia Meridional, dijo que se oponían a la matanza, y que Kellett se habría opuesto si hubiera vivido.
La matanza ha sido criticada por los ecologistas y los científicos, que dicen que matar a los tiburones daña el ecosistema marino, es especista, y no protege a los seres humanos.
- Este artículo es un esbozo. Puedes ayudar expandiéndolo.